# Vizantea-Livezi
Vizantea-Livezi là một xã thuộc hạt Vrancea, România. Dân số thời điểm năm 2002 là 4217 người.